# Mammuthus subplanifrons
Mammuthus subplanifrons (лат.) — вид африканских мамонтов. Является самым древним известным науке представителем рода мамонтов. Возник около 5 миллионов лет назад во времена раннего плиоцена. Окаменелости этого вида найдены на территории Южной и Восточной Африки, особенно в Эфиопии. Mammuthus subplanifrons уже имели некоторые уникальные признаки мамонтов, такие как спирально закрученные бивни. Были ростом 3,68 м в плечах и весили около 9 тонн.